# Metaxytherium arctodites
Espèce
Metaxytherium arctodites est une espèce fossile de mammifères marins de l'ordre des siréniens (mammifères aquatiques ancêtres du Lamantin et du Dugong). 

## Description
On en retrouve les fossiles à La Misión, qui est dans un grès marin du Langhien, du Miocène moyen dans la formation de la plage de Rosarito du Mexique. Il appartient au genre Metaxytherium, (de Christol, 1840), selon Daryl Paul Domning, en 2008.

## Classification
L'espèce Metaxytherium arctodites a été décrite en 1994 par Francisco J. Aranda Manteca (d), Daryl Paul Domning et Lawrence G. Barnes (d),.

### Fossiles
Selon Paleobiology Database en 2024, le nombre de collections de fossiles référencées est de deux.
Ces collections de fossiles sont toutes les deux du Langhien du Miocène moyen, une du Mexique et l'autre de Californie aux États-Unis.

### Publication originale
- [1994] (en) Francisco J. Aranda Manteca, Daryl P. Domning et Lawrence G. Barnes, « A new middle Miocene sirenian of the genus Metaxytherium from Baja California and California: relationships and palaeobiogeographic implications », Proceedings of the San Diego Society of Natural History, San Diego, vol. 29,‎ janvier 1994, p. 191-204 (ISSN 1059-8707, OCLC 22535368, lire en ligne). .